# Птолемей (телохранитель)
Птолеме́й (др.-греч. Πτολεμαῖος) — царский телохранитель Александра Македонского. По версии Г. Фолькмана, происходил из аристократического верхнемакедонского рода Тимфеи или Орестиды и был сыном одного из военачальников Александра, также Птолемея.
Во время осады Галикарнаса в 334 году до н. э. Птолемей во главе таксисов гипаспистов Адея и Тимандра, а также легковооружённых воинов, встретил войско противника, которое вышло через Тройные ворота. Птолемей без труда обратил его в бегство. При отступлении галикарнасцев македоняне последовали за ними через узкий мост, который обломился под тяжестью воинов. Жители города в страхе перед македонянами преждевременно закрыли ворота, так что наибольшая резня произошла непосредственно перед стенами города. Во время сражения, согласно Арриану, погибли тысяча галикарнасцев и около 40 македонян, среди которых был и Птолемей.
Возможно, Птолемей был военачальником царской агемы гипаспистов, должность которого наследовал Адмет.
У него был сын, также Птолемей, которого регент Македонской империи Антипатр в 321/320 году до н. э. назначил телохранителем Филиппа III Арридея.
В одной из надписей, которую датируют временем правления Кассандра, упомянут отец Птолемея Птолемей, который получил в дар от Александра поместье в Спартолосе, городе в Боттике. Если речь в данной надписи идёт о Птолемее, телохранителе Александра, то он мог получить поместье в дар от царя до начала похода в Азию (между 336 и 334 годами до н. э.). По мнению Г. Берве, передача поместья Птолемею могла быть описана у Плутарха: "Несмотря на то, что при выступлении Александр располагал столь немногим и был так стеснён в средствах, царь прежде, чем взойти на корабль, разузнал об имущественном положении своих друзей и одного наделил поместьем, другого — деревней, третьего — доходами с какого-нибудь поселения или гавани. Когда, наконец, почти всё царское достояние было распределено и роздано, Пердикка спросил его: «Что же, царь, оставляешь ты себе?» "Надежды!« — ответил Александр.»